# Nus trivial

Representacions del nus trivial

En el camp de la teoria de nusos, s'anomena nus trivial (o, de vegades, també nus 0) al nus que pot representar-se amb un diagrama sense encreuaments. Intuïtivament el nus trivial pot veure's com una corda circular sense cap nuament.
El nus trivial és l'element neutre per la suma de nusos.

## Definició formal
Formalment el nus trivial és la imatge de qualsevol incrustació ambientalment isòtopa al nus trivial estàndard (és a dir a la incrustació del cercle com a cercle geomètricament rodó).

## Problema del desnuament

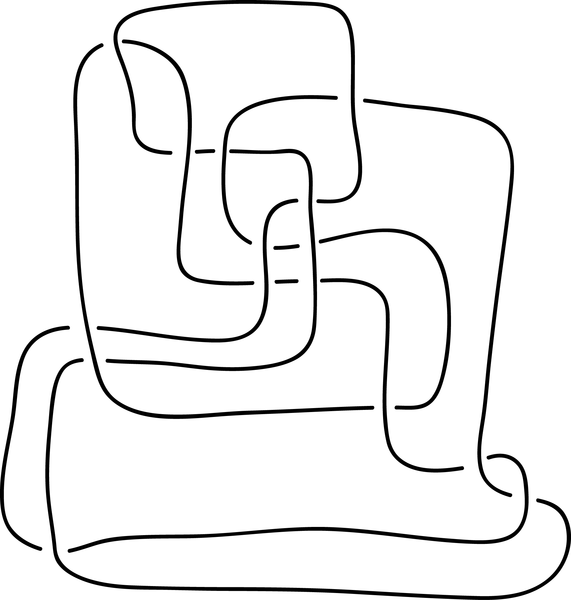
Una representació enrevessada del nus trivial

Decidir si un nus és o no trivial és un dels principals motius que van portar a la recerca dels invariants per nusos. Actualment es coneixen altres sistemes per identificar nusos trivials que no requereixen l'ús d'invariants, però no tenen implementacions prou eficients. Es desconeix si molts dels invariants descoberts fins a l'actualitat, com per exemple els invariants finits, són capaços de detectar unívocament el nus trivial, però l'homologia de Floer se sap que ho fa. Tot i així, el problema de computar eficientment la decisió si un nus és trivial o encara no s'ha resolt.

## Exemples

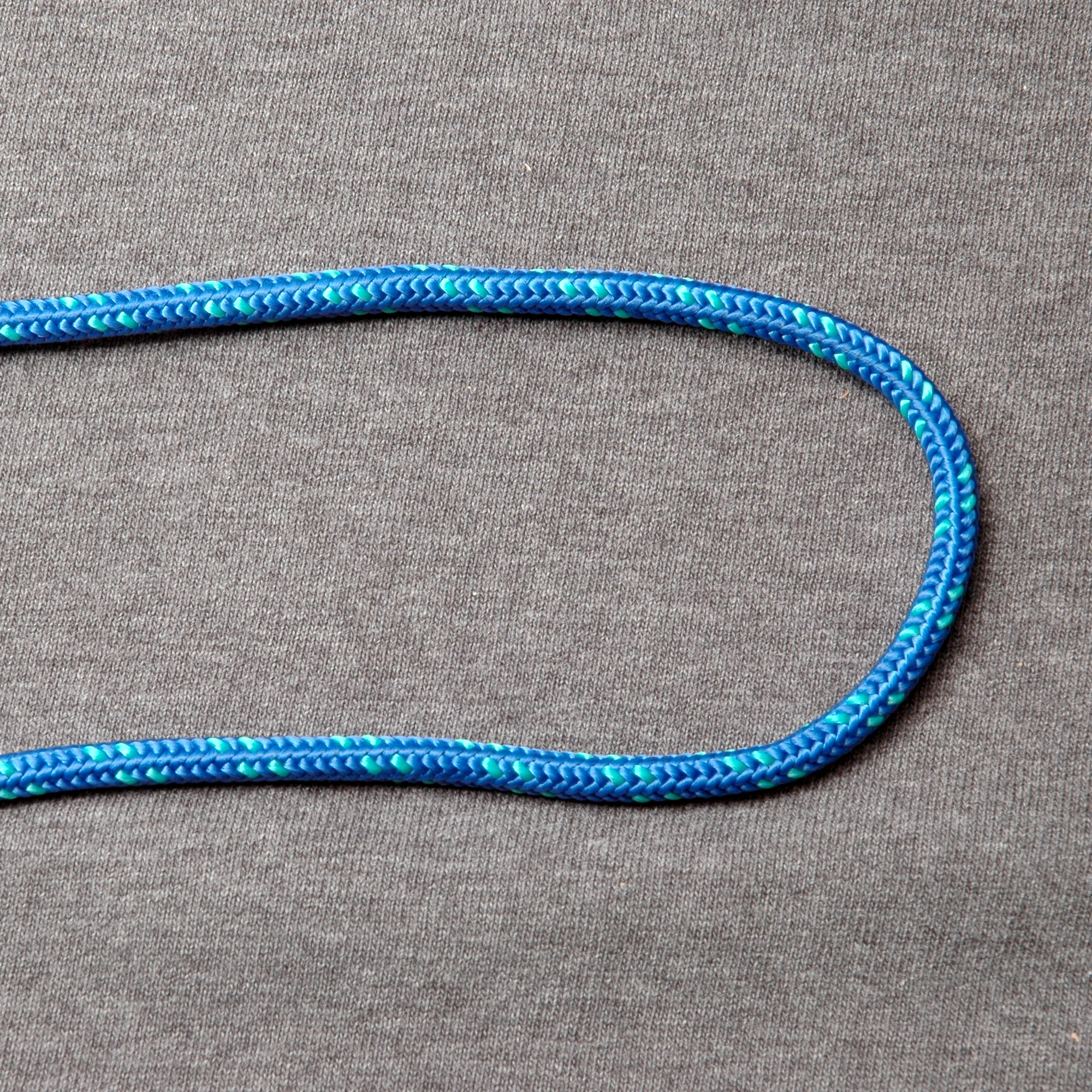
Tira de corda en forma d'U. Si es nua mantenint les dues branques de la U paral·leles, s'obté sempre un nus trivial.

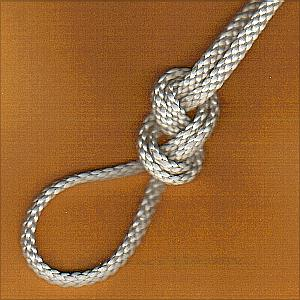
Nus trivial obtingut nuant una corda segons s'explica a la imatge anterior.

Molts nusos d'ús pràctic són en realitat el nus trivial, incloent-hi qualsevol nus que es faci agafant la corda en forma de U (veure les fotografies). Altres nusos trivials notables són els que consisteixen en segments lineals rígids connectats als extrems, que no poden reconfigurar-se en un polígon convex. Aquests s'anomenen sovint com a nusos encallats.

## Invariants del nus trivial
Tant el polinomi d'Alexander com el polinomi de Jones del nus trivial tenen valor 1:
{\displaystyle \Delta (t)=1,\quad \nabla (z)=1,\quad V(t)=1.}
No hi ha cap altre nus de menys d'onze encreuaments amb polinomi d'Alexander trivial. El nusos més senzills amb polinomi d'Alexander 1 són el nus de Kinoshita-Terasaka i el nus de Conway (ambdós d'onze encreuaments). És un problema obert saber si hi ha cap nus no trivial amb polinomi de Jones igual a 1.
El grup del nus trivial és un grup cíclic infinit, i el seu complement de nus és homeomorf a un tor sòlid.
El polinomi HOMFLY del nus trivial val zero. A més, com que és unívoc, permet distingir els nusos que són trivials dels que no ho són.